# Agalabagilu, Tirthahalli
Agalabagilu là một làng thuộc tehsil Tirthahalli, huyện Shimoga, bang Karnataka, Ấn Độ.